# Haida Islands
Haida Islands är öar i Kanada.   De ligger i Central Coast Regional District och provinsen British Columbia, i den sydvästra delen av landet, 3 800 km väster om huvudstaden Ottawa.
I omgivningarna runt Haida Islands växer i huvudsak barrskog. Trakten runt Haida Islands är nära nog obefolkad, med mindre än två invånare per kvadratkilometer.